# 림진강 (잡지)
림진강은 일본 오사카시에 본사를 둔 아시아프레스(Asia Press)가 발행하는 북한 잡지이다.

## 정보
2007년부터 아시아프레스는 '림진강: 북한 내부 소식'이라는 제목의 잡지를 한국어와 일본어로 발행하기 시작했다. 한일 공동 편집단인 편집장이자 일본 저널리스트인 이시마루 지로와 작가이자 탈북자인 한국 대표 편집인 최진이가 시작했다.
림진강은 북한 내부에 숨어있는 언론인, 기자들과 함께 비밀리에 활동하고 있다. 이 잡지는 북한 주민들에게 외부 소식을 전하는 것을 목표로 하고 있다. 아시아프레스 북한 취재팀으로부터 중국에서 언론 연수를 받은 기자들과 북한 민간인, 탈북자들은 몰래카메라 등의 기술을 활용해 기사를 작성할 수 있다. 기자들은 저널리즘 원칙과 개인용 컴퓨터 기술을 배운다.
한국어판 4호가 출간된 후, 최진나는 그룹을 탈퇴하고 2009년 4월부터 서울특별시에서 자신의 정기 간행물 '임진강'을 한국어로 발행하기 시작했다.
일본의 '림진강'과 한국의 '임진강'의 주된 차이의 원인 중 하나는 임진강이 오히려 탈북자와 북한 주민을 위한 소통의 도구가 되려는 의도인 반면, 림진강은 순전히 언론 활동과 북한 언론인 및 저널리즘 육성을 위한 프로젝트를 지향한다는 점이라고 한다. 이후 최진이는 임진강을 더 이상 아시아프레스와 연결되지 않는 완전히 독립된 잡지로 만들었다. 일본에서 일본어/영어로 출판된 림진강과 한국에서 출판된 임진강은 더 이상 관련이 없다.
림진강의 보고서는 중국을 거쳐 북한으로 밀반출되어 일본에서 인쇄된다. 이들의 사진과 영상은 워싱턴포스트, 이코노미스트, 더네이션, 월스트리트저널, 재팬타임스 등 전 세계 주요 신문과 잡지에 게재됐다. 림진강의 보도는 뉴욕타임스와 뉴스위크지에 인용됐다. TV의 경우 BBC(영국), 채널 4(영국), KBS(한국), ARD(독일), 알자지라(아랍 위성), ABC(호주), TBS, 아사히(일본), PBS(미국) 등 다양한 방송국에서 방영되었다.
2010년에는 북한 여성이 식량을 구하는 영상을 게재해 전 세계의 주목을 받았다.
현재 잡지의 일본어판은 정기적으로 발행된다. 림진강은 2010년 10월 첫 영문 하드커버판을 출간했다.
림진강이라는 이름은 비무장지대를 건너 북한에서 남한으로 흘러드는 임진강의 북한식 이름이기도 하다. 이 잡지의 북한 기자 중 한 명이 이 이름을 선택한 것은 북한 주민들의 생각을 남한에 있는 형제자매들에게 전달한다는 의미를 담고 있기 때문이다.

## 같이 보기
- 천리마 (잡지)
- 조선신보
- 재일본조선인총련합회